# John Dockery
(en) Statistiques sur pro-football-reference
John Patrick Dockery, né le 6 septembre 1944 à Brooklyn, est un joueur américain de football américain et consultant sportif à la télévision. 

## Biographie

### Enfance
Dockery étudie à la Brooklyn Prep High School de Brooklyn.

### Carrière

#### Université
Étudiant à l'Université Harvard, Dockery joue pour l'équipe de football américain du Crimson. Il se fait remarquer lors d'un match face au Big Red de Cornell où il intercepte une passe qu'il retourne en touchdown de 104 yards, ayant démarré l'action dans sa propre end zone. 

#### Professionnel
John Dockery n'est sélectionné par aucune équipe lors de la draft 1967 de la NFL ou à celle de l'AFL. Il se tourne vers l'Atlantic Coast Football League, une ligue mineure servant de réservoir à plusieurs équipes professionnelles, et joue avec les Jets de Bridgeport et les Orbits de Waterbury avant de s'engager chez les Jets de New York en AFL. Pour sa saison de rookie, il ne joue que trois matchs mais remporte tout de même le Super Bowl III avant de devenir cornerback titulaire, dominant le classement des interceptions de son équipe avec cinq passes interceptées. 
Après deux années comme remplaçant, Dockery signe avec les Steelers de Pittsburgh où il fait partie de la rotation des défenseurs avant de se rendre en World Football League avec les Stars de New York, une équipe changeant plusieurs fois de nom avant de devenir les Hornets de Charlotte. Il met un terme à sa carrière après cette courte expérience. 
Le cornerback se tourne vers le monde des médias et travaille comme consultant pour NBC et CBS, couvrant notamment les matchs de l'Université Notre-Dame-du-Lac et étant reporter sur le terrain pour le Monday Night Football de 1999 à 2007. Dockery apparaît également comme intervenant sur les Jeux Olympiques ou encore le Tour de France. 